# Franco CFP
Il franco CFP  (in francese: franc Pacifique o franc CFP) è la valuta usata nei territori d'oltremare francesi della Polinesia francese, di Wallis e Futuna e della Nuova Caledonia. Il codice ISO 4217 è XPF.
La sigla CFP stava in origine per Colonies françaises du Pacifique, ("Colonie francesi del Pacifico") mentre oggi significa Change franc Pacifique ("Cambio Franco Pacifico").

## Parità
- 1 000 XPF = 8,38 EUR
- 1 XPF = 0,008380 EUR
- 1 EUR ≈ 119,3317 XPF

## Storia
Il franco CFP fu creato nel dicembre 1945, contemporaneamente al franco CFA. Quando la Francia ratificò gli accordi di Bretton Woods nel dicembre 1945, il franco francese fu svalutato da 200 franchi = 1 sterlina britannica a 480 franchi = 1 sterlina. Furono create nuove valute per le colonie francesi per risparmiare loro la forte svaluazione. René Pleven, il ministro delle finanze francese affermò che: "Mostrando la propria generosità e disinteresse la Francia metropolitana, volendo non imporre alla proprie figlie lontane le conseguenze della propria povertà, sta fissando tassi di cambio diversi per le sue valute." Il franco CFP non svalutò rispetto alla sterlina ed al dollaro statunitense, arrivando così ad un tasso di cambio di 2,4 franchi francesi = 1 franco CFP. Nel gennaio e nell'ottobre 1948 e nuovamente nell'aprile 1949, il franco francese fu nuovamente svalutato e furono fissati nuovi cambi con il franco CFP per mantenere il valore fissato in precedenza. Nel settembre 1949 la sterlina fu svalutata rispetto al dollaro ed il cambio fisso del franco CFP con la sterlina fu abbandonato a favore di un tasso di 5,5 franchi francesi = 1 franco CFP. I tassi di cambio tra le due monete furono:
| Data              | vecchi FF | nuovi FF | €    |
| ----------------- | --------- | -------- | ---- |
| 26 dicembre 1945  | 240       |          |      |
| 26 gennaio 1948   | 432       |          |      |
| 18 ottobre 1948   | 531       |          |      |
| 27 aprile 1949    | 548       |          |      |
| 20 settembre 1949 | 550       |          |      |
| 1º gennaio 1960   |           | 5,50     |      |
| 1º gennaio 1999   |           |          | 8,38 |

Nel 1960 in Francia fu introdotto il nuovo franco (dal valore di 100 vecchi franchi) ed il tasso di cambio con il franco CFP di conseguenza divenne di 0,055 franchi francesi = 1 franco CFP. Il franco CFP era emesso dall'Institut d'émission d'outre-mer (I.E.O.M., "Istituto d'emissione d'oltremare") dal 1967. Lo I.E.O.M. ha la sua sede principale a Parigi.
La moneta fu inizialmente emessa in tre distinte forme per la Polinesia francese, la Nuova Caledonia e le Nuove Ebridi (cfr. Franco della Polinesia francese, Franco della Nuova Caledonia e Franco delle Nuove Ebridi). Wallis e Futuna usavano il franco della Nuova Caledonia. Mentre le banconote delle Nuove Ebridi recano il nome del territorio, le banconote della Polinesia francese e della Nuova Caledonia possono essere distinte solo dal nome delle capitali (rispettivamente Papeete e Numea) stampato sul verso del biglietto.
Nel 1969 il franco delle Nuove Ebridi si separò dal franco CFP e successivamente fu sostituito dal Vatu nel 1982.
Dal 1º gennaio 1999 il franco CFP ha una tasso fisso di cambio con l'euro di 1000 franchi CFP = 8,38 euro. Questo cambio ha prodotto una leggera svalutazione per arrotondare il valore di 1000 franchi CFP ad un numero intero di cent di euro.
1000 franchi CFP = 55 franchi francesi = € 55 / 6,55957 ~ € 8,384696
Il tasso di convertibilità attuale è pertanto XPF (=CFP) 119,332 = 1€.
Il Franco CFP, assieme al franco CFA, franco delle Comore e l'escudo di Capo Verde sono le uniche monete che nel circuito Mastercard vengono convertite dall'euro (o viceversa) direttamente, senza la conversione al dollaro statunitense.
Un'ordinanza del 15 settembre 2021, entrata in vigore il 26 febbraio 2022, definisce il nome franco CFP come il "franco delle comunità francesi del Pacifico"..

## Monete
Nel 1949 la Nuova Caledonia e l'allora Oceania francese (ora Polinesia francese) iniziarono ad emettere monete. Le monete sono coniate in due versioni: il dritto sono identici, mentre il rovescio presenta due forme. Entrambi i tipi possono essere usati nei tre territori francesi. In qualche modo la situazione delle monete del franco CFP è simile a quella delle monete euro che hanno una faccia nazionale che può essere usata in tutti i paesi.
Il franco delle Nuove Ebridi ha avuto una storia differente prima di essere sostituito dal Vatu nel 1982.
Le monete attuali sono da 1, 2, 5, 10, 20, 50 e 100 franchi.
Il dritto comune rappresenta Minerva sulle monete che vanno da 1 a 5 franchi e Marianne sulle altre.
Metalli:
- 1, 2 e 5 franchi: nickel e magnesio.
- 10, 20 e 50 franchi: nickel.
- 100 franchi: nickel, rame ed alluminio.

Il rovescio mostra il nome del territorio, il valore facciale ed una illustrazione:
- Nuova Caledonia e Wallis e Futuna:
  - 1, 2 e 5 franchi: cagou.
  - 10 franchi: piroga a vela
  - 20 franchi: zebù d'allevamento
  - 50 e 100 franchi: capanne della Nuova Caledonia circondata di pini.
- Polinesia francese:
  - 1, 2 e 5 franchi: paesaggio costiero.
  - 10 franchi: due Tiki (rappresentazione dello spirito polinesiano).
  - 20 franchi: uru, frutto dell'albero del pane.
  - 50 e 100 franchi: paesaggio costiero e rilievi con casa su piloti e piroga a vela.

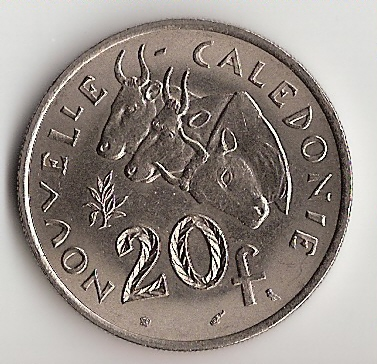
Rovescio dei XPF (Nuova Caledonia)
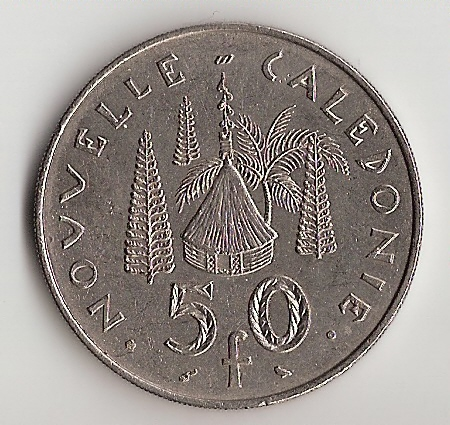
Rovescio dei 50 XPF (Nuova Caledonia)
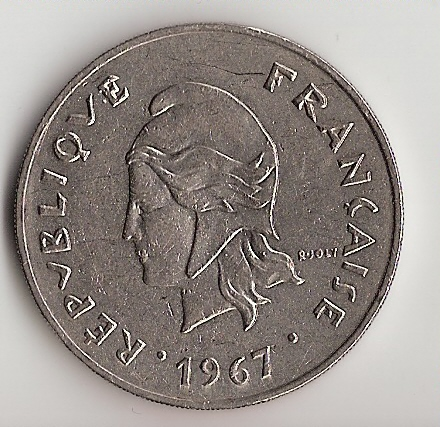
Dritto comune della moneta da 10, 20, 50 e 100 XPF, con la rappresentazione di Marianne

## Banconote
L'IEOM iniziò ad emettere banconote nelle Nuove Ebridi nel 1965 ed in Nuova Caledonia e nelle Polinesia francese nel 1969. Nel 1985 fu introdotta una nuova banconota, quella da 10 000 franchi, che non aveva segni distintivi era uguale sia per la Polinesia francese che per la Nuova Caledonia. Questa fu seguita tra il 1992 ed il 1996 dalle banconote da 500, 1000 e 5000 franchi uguali per tutti i territori del Pacifico francese.
Il disegno di base non è mai cambiato dal 1969 al 2014: una faccia mostrava paesaggi o figure storiche della Nuova Caledonia, mentre l'altra aveva paesaggi o figure storiche della Polinesia francese. Dal gennaio 2014 è entrata in circolazione nell'intera area la nuova serie di 4 banconote da 500 a 10.000 franchi, con veste completamente rinnovata. Dall'ottobre 2014 ha valore legale solo la nuova serie di biglietti.

### Serie 2001-2014
| Immagine | Valore         | Dimensioni, (in millimetri) | Colore principale | Colore principale | Rappresentazioni | Rappresentazioni | Motivo della filigrana                                                                                             | Motivo della filigrana |
| Immagine | Valore         | Dimensioni, (in millimetri) | Colore principale | Colore principale | Recto (Polinesia francese) | Verso (Nuova Caledonia) | Motivo della filigrana                                                                                             | Motivo della filigrana |
| -------- | -------------- | --------------------------- | ----------------- | ----------------- | --- | --- | --- | ---------------------- |
|          | 500 franchi    | 150x80                      |                   | Blu               | * Centro : paesaggio costiero delle isole Marchesi e canoa polinesiana * Parte destra : busto di un giovane pescatore polinesiano * Parte sinistra : pesci, corallo e gorgonie * Bordo superiore : un pesce, dei coralli e dei polipi | * Centro : paesaggio costiero con le falesie di calcare nero di Hienghène * Parte destra : Ornamenti della case dei kanak e arpioni * Parte sinistra : testa di profilo di un Kanak de Maré * Bordo superiore : ornamenti rituali dei Kanak * Bordo inferiore : mangrovie, conchiglie e pesci | testa di profilo della Marianna, sovrapposta alle lettere R e F                                                    |                        |
|          | 1.000 franchi  | 160x85                      |                   | Rosso             | * Centro : abitazione polinesiana (faro) circondato da palme da cocco * Parte destra : testa di giovane donna polinesiana, con una collana di fiori di frangipani attorno al collo e tre fiori di tiaré nell'orecchio destro * Parte sinistra : motivi di pareo tahitiano * Bordo superiore : motivi di pareo tahitiano *Bordo inferiore : motivi di tahitiano, fiori di ibisco                                                             | * Centro : Case dei capi kanak con vegetazione (pini colonna e niaouli) e due cervi in primo piano * Parte destra : Sculture kanak e foglie di taro * Parte sinistra : chiesa di Vao nell'Isola dei Pini con due uccelli cagou in primo piano * Bordo superiore : motivi di tapa wallisiani * Bordo inferiore : vegetazione, motivi di tapa wallisiani                                                     | testa di profilo della Marianna, sovrapposta alle lettere R e F                                                    |                        |
|          | 5.000 franchi  | 172x92                      |                   | Verde             | * Centro : rete da pesca e tre navi (una nave a tre alberi e uno schooner) * Parte destra : sestante e poppa di una nave * Parte sinistra : busto del navigatore e esploratore francese Louis Antoine de Bougainville (1729-1811), arrivato a Tahiti nel 1768 * Bordi superiore e inferiore : motivi di tessuto stampato polinesiano | * Centro : canoa a bilanciere melanesiana e sullo sfondo pini colonna * Parte destra : busto del contramirraglio francese Auguste Febvrier Despointes (1796-1855), che ha preso possesso della Nuova Caledonia per la Francia nel 1853 * Parte sinistra : fiori neocaledoniani e motivi scolpiti neocaledoniani * Bordo superiore : disegni stilizzati * Bordo inferiore : Motivi scolpiti                 | testa di profilo della Marianna, sovrapposta alle lettere R e F                                                    |                        |
|          | 10.000 franchi | 172x92                      |                   | Rosso arancio     | * Centro : stemma della Polinesia francese sullo sfondo paesaggio costiero di Huahine con tre abitazioni polinesiane (fari) sulle piloti circondate da palme da cocco * Parte destra : treccia stilizzata di foglie di palma * Parte sinistra : profilo destro di una polinesiana con i capelli lunghi ornato con un fiore di tiaré sopra l'orecchio e una corona di fiori di tiaré * Bordi superiore e inferiore : motivi tapa polinesiano | * Centro : coralli e pesci delle laguna della Nuova Caledonia, profilo sinistro di una kanak con un ibisco sopra l'orecchio * Parte destra : testa scolpita kanak, sullo sfondo tapa wallisiani * Parte sinistra : pesci e coralli * Bordo superiore : disegni stilzzati, case kanak circondate da pini colonnari, motivi di tapa e palme da cocco * Bordo inferiore : pesci e coralli, fiore del paradiso | profili di entrambe le donne rappresentate sulle facce della banconota, opposte e separate da una colonna floreale |                        |

## Tārā
Prima che la Francia regolasse le monete a Tahiti, i commercianti della Polinesia francese usavano spesso il peso cileno, chiamato in inglese con il nome di dollaro. La parola "dollaro" divenne tārā (spesso scritto semplicemente tara) e questo termine è ancora usato tra i nativi Tahitiani ed i commercianti cinesi locali come un'unità non ufficiale dal valore di 5 franchi. Perciò per un prezzo di 200 franchi, si dice tārā e maha-ʻahuru (40 tārā) in tahitiano.